# Moderna dansteatern

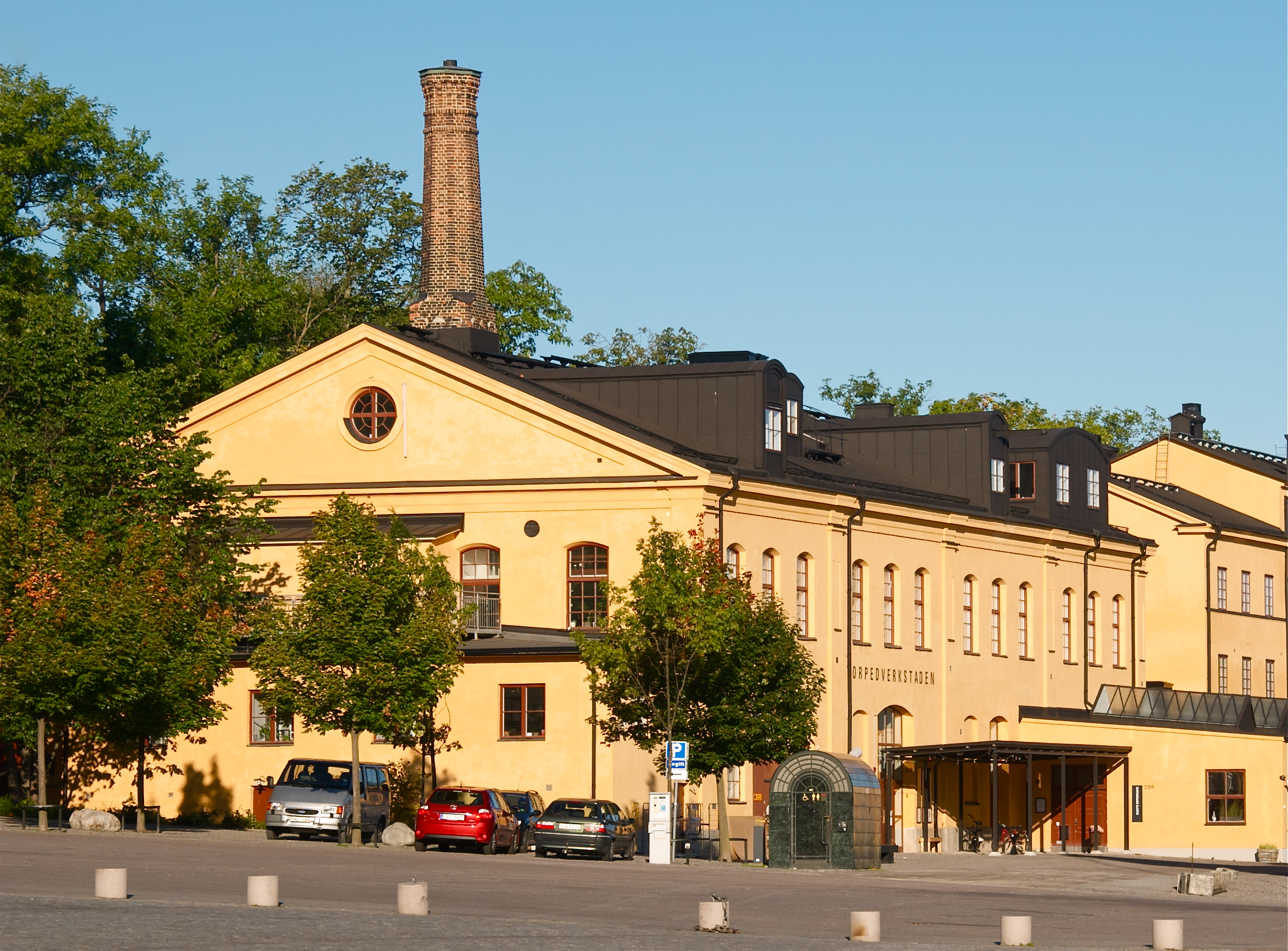
Moderna dansteatern är inrymt i den gamla torpedverkstaden. Foto från 2011, efter renoveringen.

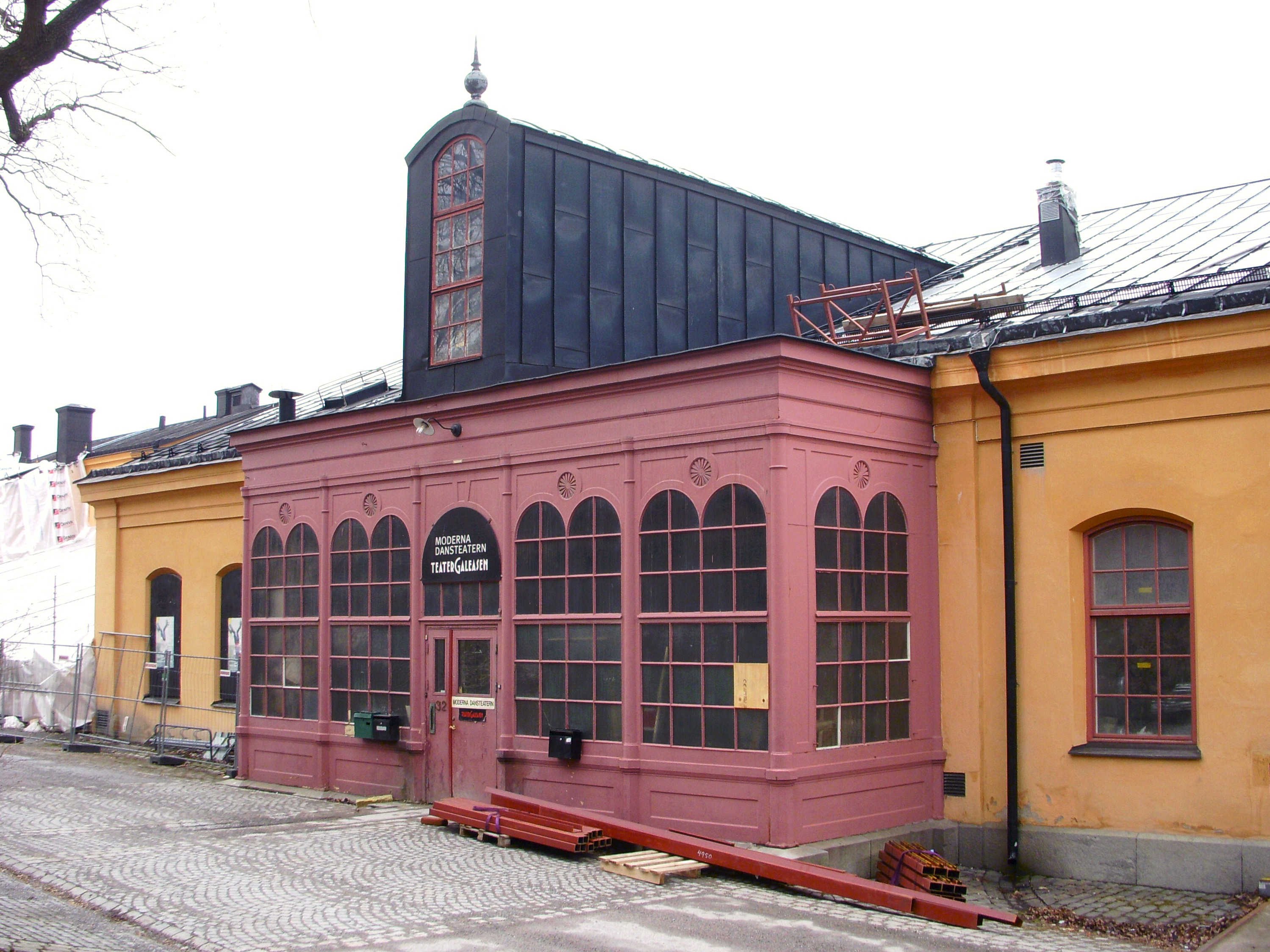
Entrén till MDT och Teater Galeasen. Foto från 2009, under renoveringen.

Moderna Dansteatern - MDT är en teater grundad 1986 av koreografen  Margaretha Åsberg, belägen på Slupskjulsvägen 30 på Skeppsholmen i Stockholm. Dansteaterns verksamhet omfattar dansföreställningar, performance, installationer, ny media och dansfilm, festivaler, samtal och seminarier samt danskunskapande projekt och residens för koreografer. MDT är en stiftelse som stöds av Stockholms Stad, Statens Kulturråd och Stockholms läns landsting.

## Historik
När Margaretha Åsberg 1979 skulle sätta upp sitt verk Pyramiderna på Moderna museet blev hon erbjuden den gamla Torpedverkstaden nedanför museet som repetitionslokal. Lokalen var inte lämpad för dans, den innehöll pelare och rester av tågräls, men Åsberg såg lokalens potential. Den utom-institutionella dansen saknade en scen och repetitionslokal, och torpedverkstaden skulle kunna byggas om och bli en hemvist för modern danskonst. Åsberg sökte då bidrag och sponsorer och startade samtidigt en föreställningsverksamhet. Sju år senare, 1986, invigdes Moderna Dansteatern med premiären av Åsbergs dansföreställning Yucatan. 
MDT blev en stiftelse med stöd från Kulturrådet, Kulturförvaltningen Stockholms stad samt Kulturförvaltningen Stockholms läns landsting. I stadgarna från 1987 anges följande syfte: ”att ge bas och möjlighet till utveckling samt överlevnad för den framtida danskonsten. Stiftelsen skall vara ett öppet sceniskt forum för utominstitutionellt verksamma koreografer och dansare, vara gästspelsscen för grupper i och utanför Stockholm, verka för nordiskt och internationellt samarbete genom bland annat gästspel, verka för att profilera och stärka danskonstens ställning genom ett aktivt och varierat programutbud samt ge möjlighet för en ny publik att ta del av modern danskonst.” 
År 2008 påbörjades en renovering av den gamla byggnaden, som förutom MDT även inhyste Teater Galeasen. Renoveringen genomfördes med en stram budget för att undvika en alltför hög hyreshöjning. Efter ett par ambulerande år under det pågående renoveringsarbetet flyttade MDT och Galeasen tillbaka till de nyupprustade lokalerna år 2010.
MDT är sedan 2011 medlem i det internationella nätverket Départs Networks, ett kulturprogram för dans som stöds av Europakommissionen. 
Margaretha Åsberg var konstnärlig ledare för MDT under nära tjugo år, från 1986 till 2004. Hon efterträddes av Christina Molander och 2010 utsågs Danjel Andersson till konstnärlig ledare för teatern. 